# ساميوم
ساميوم هو ملك أموري لسلالة لارسا حكم من سنة 1912 ق م حتى سنة 1877 ق م، خلف الحكم من أبيه إيميسوم وخلفه في الحكم إبنه زابايا.